# لینکدین
لینکدین (به انگلیسی: LinkedIn)(تلفظ: ‎/lɪŋktˈɪn/‎)، یک سرویس شبکهٔ اجتماعیِ تجاری و اشتغال‌محور آمریکایی است که از طریق وب سایت‌ها و برنامه‌های تلفن همراه فعالیت می‌کند. این پلتفرم که در ۵ می ۲۰۰۳ راه‌اندازی شد، عمدتاً برای شبکه‌های حرفه‌ای مورد استفاده قرار می‌گیرد و به جویندگان کار اجازه می‌دهد رزومه خود را به کارفرمایان برای درخواست شغل ارسال کنند. از سال ۲۰۱۵، بیشتر درآمد این شرکت از طریق فروش دسترسی به اطلاعات اعضای آن به استخدام کنندگان و متخصصان فروش بود. از دسامبر ۲۰۱۶، این شرکت تابعه شرکت مایکروسافت شد. از دسامبر سال ۲۰۲۰، لینکدین دارای ۷۶۰ میلیون عضو ثبت شده از ۱۵۰ کشور بود.
این شبکه به اعضا (هم کارگران و هم کارفرمایان) اجازه می‌دهد تا پروفایل‌هایی ایجاد کرده و در شبکهٔ اجتماعی آنلاین که ممکن است نمایانگر روابط حرفه‌ای دنیای واقعی باشد، به یکدیگر متصل شوند. اعضا می‌توانند هر کسی را (خواه عضو موجود باشد یا نه) دعوت کنند تا به یک «اتصال» تبدیل شود.

## کلیات

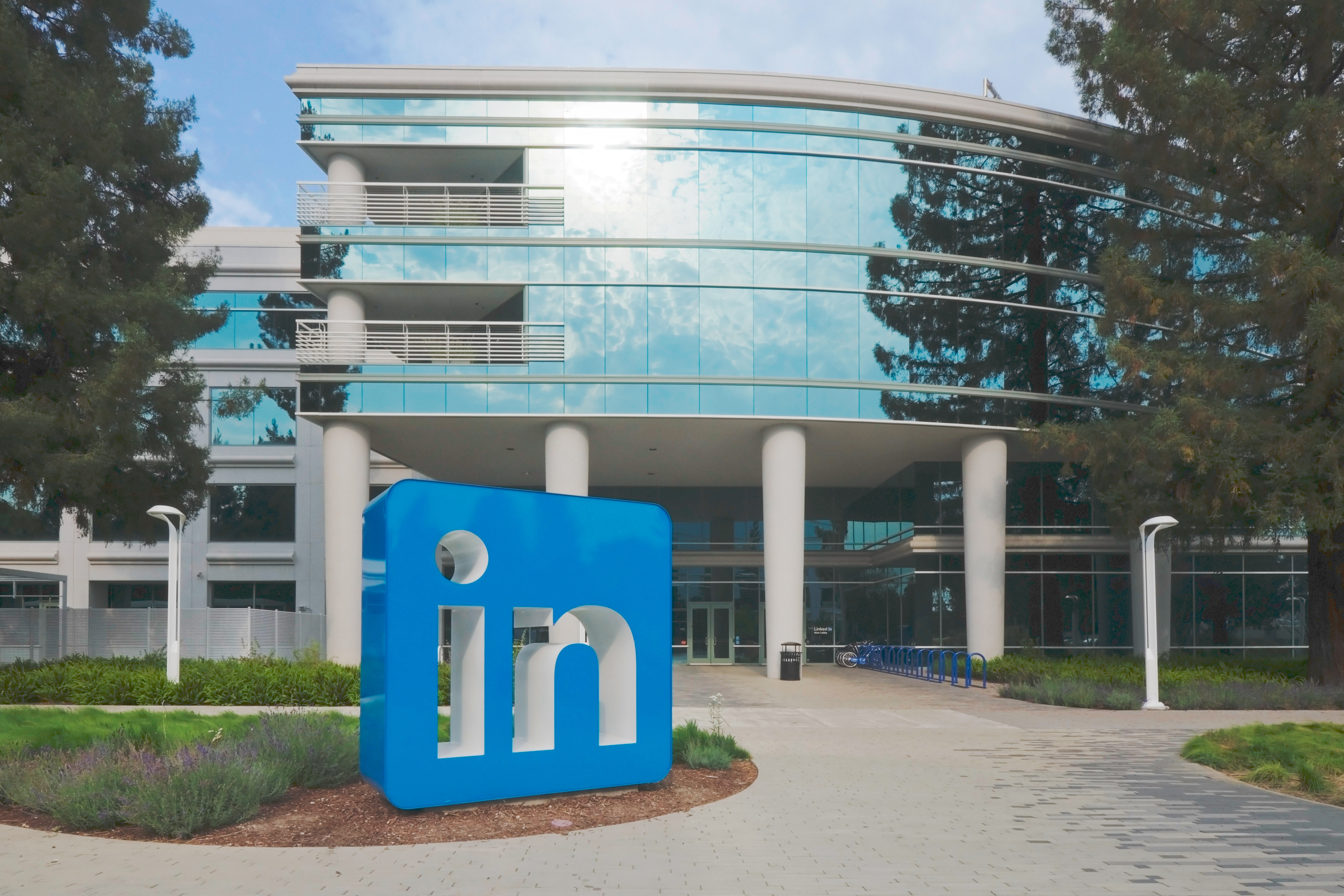
دفتر لینکدین در شهر سانی‌ویل

دفتر مرکزی لینکدین در مانتین ویو، کالیفرنیا تأسیس شده و در حال حاضر دفتر مرکزی آن در سانی‌ویل، کالیفرنیا قرار دارد و دارای ۳۳ دفتر جهانی در اوماها، شیکاگو، لس آنجلس، نیویورک، واشینگتن دی سی، سائوپائولو، لندن، دوبلین، آمستردام، گراتس، میلان، پاریس، مونیخ، مادرید، استکهلم، سنگاپور، هنگ کنگ، چین، ژاپن، استرالیا، کانادا، هند و دبی است. در ماه می سال ۲۰۲۰، این شرکت حدود ۲۰۵۰۰ کارمند داشت.
مدیر عامل لینکدین رایان روزلانسکی است. جف وینر، مدیرعامل قبلی لینکدین، اکنون رئیس اجرایی است. رید هافمن، بنیانگذار لینکدین، رئیس هیئت مدیره است. بودجه آن توسط Sequoia Capital , Greylock , Bain Capital Ventures , Bessemer Venture Partners و صندوق بنیانگذاران اروپا تأمین می‌شود. لینکدین در مارس ۲۰۰۶ به سودآوری رسیده‌است. از ژانویه ۲۰۱۱، این شرکت در کل ۱۰۳ میلیون دلار سرمایه‌گذاری دریافت کرده‌است.
به گفته نیویورک تایمز، دانش آموزان دبیرستانی ایالات متحده اکنون در حال ایجاد نمایه‌های لینکدین هستند تا بتوانند در برنامه‌های دانشگاهی خود قرار دهند. این سایت در ایالات متحده مستقر است و از سال ۲۰۱۳ به ۲۴ زبان موجود است؛ از جمله عربی، چینی، انگلیسی، فرانسوی، آلمانی، ایتالیایی، پرتغالی، اسپانیایی، هلندی، سوئدی، دانمارکی، رومانیایی، روسی، ترکی استانبولی، ژاپنی، چکی، لهستانی، کره‌ای، اندونزیایی، مالایی و تاگالوگ. لیکندین در ژانویه ۲۰۱۱ تقاضای عرضه اولیه کرد و اولین سهام خود را در ۱۹ می ۲۰۱۱ در بورس نیویورک تحت نماد "LNKD" معامله کرد.

## تاریخچه

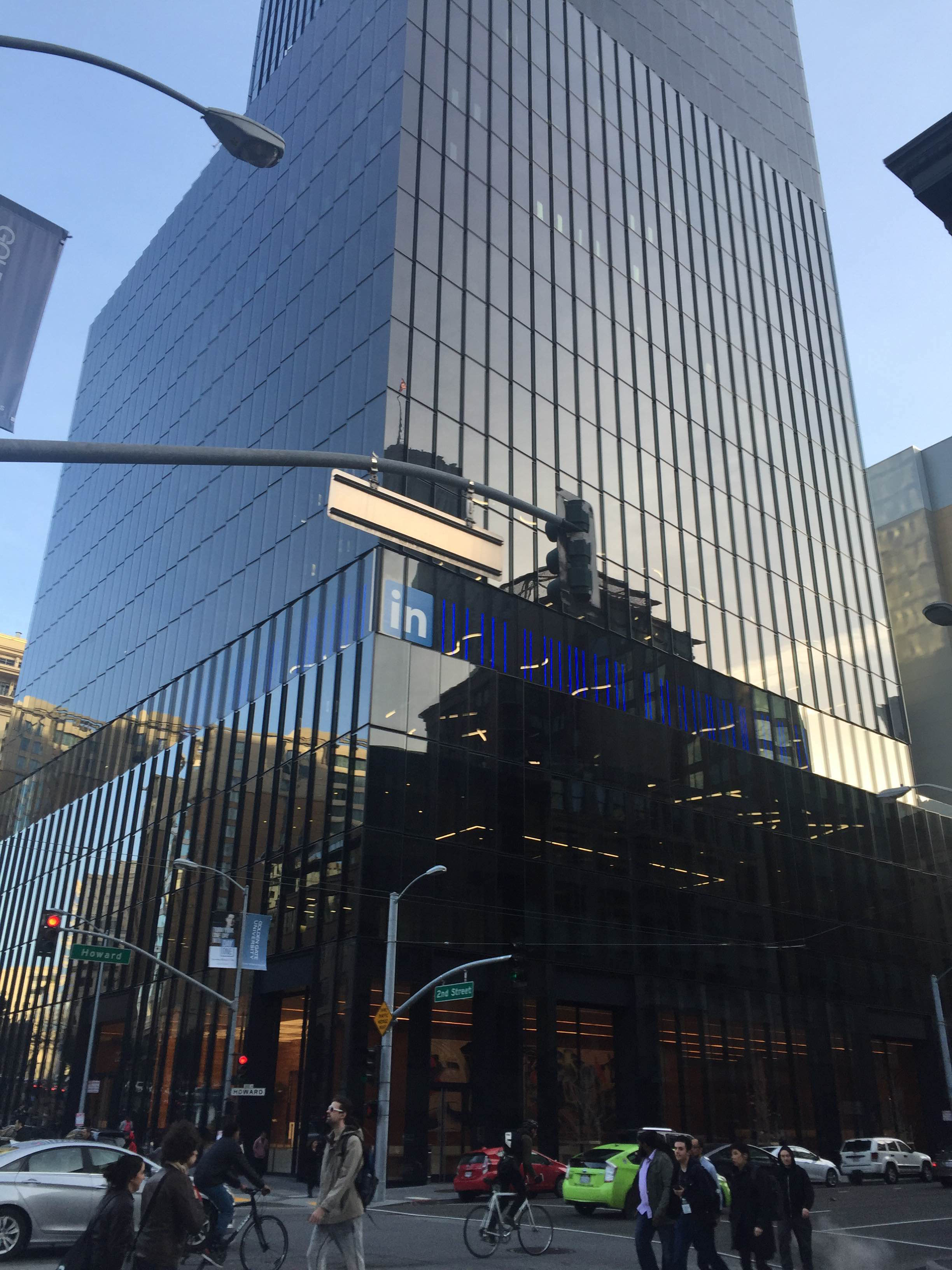
دفتر مرکزی لیندکین در سن فرانسیسکو

### تأسیس تا ۲۰۱۰
این شرکت در دسامبر سال ۲۰۰۲ توسط رید هافمن و اعضای تیم بنیانگذار پی‌پل و Socialnet.com تأسیس شد (آلن بلو، اریک لی، ژان لوک وایلانت ، لی هاور، کنستانتین گوریکه، استفان بیزل، دیوید ایوز، یان مک نیش، یان پوژانته، کریس ساچری). در اواخر سال ۲۰۰۳، سکویا کپتال، سرمایه‌گذاری سری A را در شرکت هدایت کرد. در اوت ۲۰۰۴، لینکدین به ۱ میلیون کاربر رسید. مارس ۲۰۰۶، اولین ماه سودآوری لینکدین بود. در آوریل ۲۰۰۷، لینکدین به ۱۰ میلیون کاربر رسید. در فوریه ۲۰۰۸، لینکدین نسخه موبایل سایت را راه‌اندازی کرد.
در ژوئن ۲۰۰۸، سکویا کپیتال، گریلوک پارتنرز و سایر شرکت‌های سرمایه‌گذاری خطرپذیر ۵٪ سهام این شرکت را به قیمت ۵۳ میلیون دلار خریداری کردند و به این شرکت حدود ۱ میلیارد دلار پول پس از ارزیابی پرداخت کردند. در نوامبر ۲۰۰۹، با شروع گسترش تیم آسیا و اقیانوسیه، لینکدین دفتر خود را در بمبئی و بلافاصله پس از مدت کوتاهی در سیدنی افتتاح کرد. در سال ۲۰۱۰، لینکدین یک ستاد بین‌المللی در دوبلین، ایرلند افتتاح کرد، ۲۰ میلیون دلار سرمایه از Tiger Global Management LLC با ارزش تقریبی ۲ میلیارد دلار دریافت کرد و اولین خرید خود را با نام Mspoke اعلام نمود. سیلیکون ولی اینسایدر شرکت شماره ۱۰ را در فهرست یکصد با ارزش‌ترین استارت آپ‌های برتر خود قرار داد. تا ماه دسامبر ارزش این شرکت در بازارهای خصوصی ۱٫۵۷۵ میلیارد دلار بود.

### ۲۰۱۱ تا حال

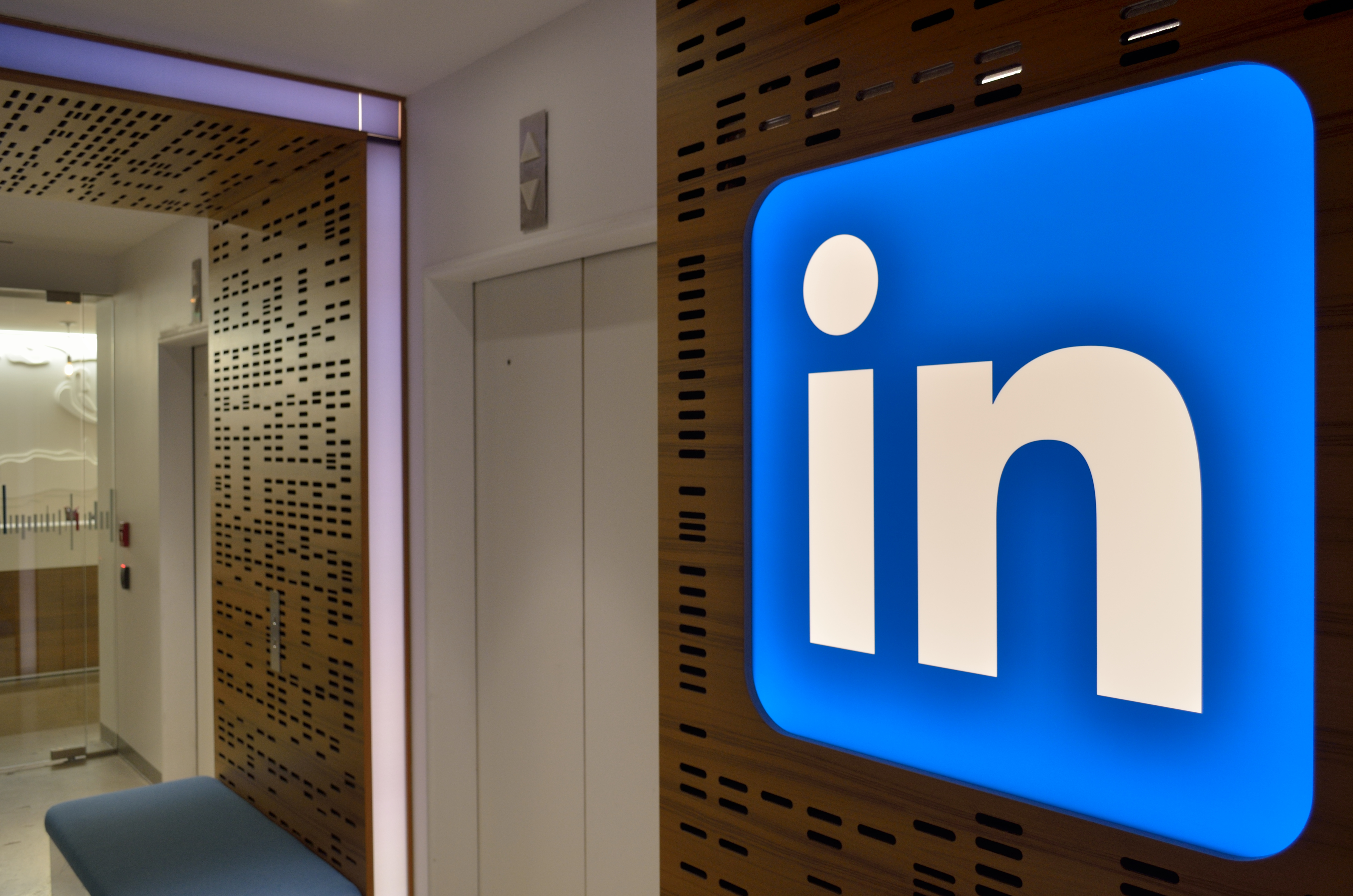
دفتر لینکدین در تورنتو

لینکدین در ژانویه ۲۰۱۱ تقاضای عرضه اولیه کرد. این شرکت اولین سهام خود را در ۱۹ مه ۲۰۱۱ تحت نماد NYSE "LNKD" با قیمت ۴۵ دلار برای هر سهم داد و ستد کرد. سهام لینکدین در اولین روز تجارت خود در بورس اوراق بهادار نیویورک تا ۱۷۱٪ افزایش یافت و با ۹۴٫۲۵ دلار بسته شد، بیش از ۱۰۹٪ بالاتر از قیمت IPO. اندکی پس از عرضه اولیه سهام، زیرساخت‌های اساسی سایت مورد تجدید نظر قرار گرفت تا چرخه تسریع در انتشار تجدید نظر فراهم شود. در سال ۲۰۱۱ لینکدین، ۱۵۴٫۶ میلیون دلار درآمد صرفاً تبلیغاتی بدست آورد و از توئیتر که ۱۳۹٫۵ میلیون دلار درآمد کسب کرد، پیشی گرفت. درآمد لینکدین در سه‌ماهه چهارم ۲۰۱۱ به دلیل افزایش موفقیت این شرکت در دنیای رسانه‌های اجتماعی افزایش یافت. در این مرحله، لینکدین در مقایسه با ۵۰۰ نفر در سال ۲۰۱۰، حدود ۲۱۰۰ کارمند تمام وقت داشت.
در آوریل ۲۰۱۴، لینکدین اعلام کرد که یک ساختمان ۲۶ طبقه در حال ساخت در منطقه SoMa سانفرانسیسکو را برای ۲۵۰۰ نفر از کارمندان خود اجاره کرد، این قرارداد ۱۰ سال را پوشش می‌دهد. هدف این بود که همهٔ کارمندان مستقر در سانفرانسیسکو (از ژانویه ۲۰۱۶ تاکنون ۱٬۲۵۰ نفر) در یک ساختمان به هم ملحق شده و کارمندان فروش و بازاریابی را با تیم تحقیق و توسعه جمع کنند. آنها در مارس ۲۰۱۶ شروع به حرکت کردند. در فوریه ۲۰۱۶، به دنبال گزارش سود، سهام لینکدین طی یک روز ۴۳٫۶٪ کاهش یافت و به ۱۰۸٫۳۸ دلار برای هر سهم رسید. لینکدین در آن روز ۱۰ میلیارد دلار از سرمایه بازار خود را از دست داد.
در سال ۲۰۱۶، دسترسی به لینکدین توسط مقامات روسی به دلیل عدم انطباق با قوانین ملی سال ۲۰۱۵ که شبکه‌های رسانه‌های اجتماعی را مجبور به ذخیره اطلاعات شخصی شهروندان در سرورهای واقع در روسیه می‌کند، مسدود شد.
در ۱۳ ژوئن ۲۰۱۶، مایکروسافت اعلام کرد که لینکدین را با قیمت ۱۹۶ دلار در ازای هر سهم، (ارزش کل ۲۶٫۲ میلیارد دلار و بزرگترین خرید شرکت مایکروسافت تاکنون) خریداری خواهد کرد. این خرید یک معامله کاملاً نقدی و با تأمین مالی بدهی خواهد بود. مایکروسافت به لینکدین اجازه می‌دهد «برند مشخص، فرهنگ و استقلال خود را حفظ کند»، وینر همچنان به عنوان مدیر عامل باقی می‌ماند، و سپس گزارش خود را به مدیر عامل شرکت مایکروسافت ساتیا نادلا می‌دهد. تحلیلگران معتقدند مایکروسافت فرصتی را برای ادغام لینکدین با مجموعه محصولاتش دید تا به بهبود سیستم شبکه حرفه ای با محصولات خود کمک کند. معامله در ۸ دسامبر ۲۰۱۶ به پایان رسید.
در اواخر سال ۲۰۱۶، لینکدین از افزایش برنامه‌ریزی شده ۲۰۰ موقعیت جدید در دفتر خود در دوبلین خبر داد که باعث می‌شد تعداد کارمندان به ۱۲۰۰ نفر برسد.
از سال ۲۰۱۷، ۹۴٪ از بازاریابان B2B از لینکدین برای توزیع محتوا استفاده می‌کنند.
بلافاصله پس از جذب لینکدین توسط مایکروسافت، در ۱۹ ژانویه ۲۰۱۷، نسخهٔ دسکتاپ جدید لینکدین معرفی شد. نسخهٔ جدید به منظور ایجاد یکپارچه سازی تجربه کاربر در تلفن همراه و دسک تاپ بود. برخی از تغییرات با توجه به بازخورد دریافت شده از برنامه تلفن همراه که قبلاً راه اندازی شده بود، انجام شد. ویژگی‌هایی که زیاد مورد استفاده قرار نمی‌گرفتند حذف شدند. به عنوان مثال، ویژگی‌های برچسب گذاری و فیلتر کردن مخاطب دیگر پشتیبانی نمی‌شوند.
به دنبال راه‌اندازی رابط کاربری جدید (UI)، برخی از کاربران از ویژگی‌های از دست رفته که در نسخه قدیمی وجود داشت، کندی و اشکالات موجود در آن شکایت کردند. همه کاربران از جمله کاربران رایگان، پریمیوم، نسخه دسکتاپ و نسخه موبایل سایت با این مشکلات روبرو شدند.
در سال ۲۰۱۹، لینکدین در سراسر جهان از ویژگی Open for Business استفاده می‌کند که به فریلنسرها این امکان را می‌دهد در این سیستم عامل کشف شوند. رویدادهای این برنامه در همان سال راه‌اندازی شد.
در ژوئن سال ۲۰۲۰، جف وینر از سمت مدیرعاملی کناره‌گیری کرد و پس از ۱۱ سال حضور در این سمت، رئیس اجرایی شد. رایان روزلانسکی از سمت قبلی خود به عنوان مدیرعامل کناره‌گیری کرد.
در اواخر ژوئیه سال ۲۰۲۰، لینکدین اعلام کرد ۹۶۰ کارمند، یعنی حدود ۶ درصد از کل نیروی کار را از تیم‌های استعدادیابی و فروش جهانی اخراج کرده‌است. در ایمیلی به کلیهٔ کارمندان، مدیر عامل شرکت رایان روزلانسکی گفت که این کاهش‌ها به دلیل تأثیر دنیاگیری کووید-۱۹ بوده‌است.

### تصرفات
در ژوئیهٔ ۲۰۱۲، لینکدین ۱۵ امتیاز انحصاری ثبت اختراع در وبگاه دیگ را برای ۴ میلیون دلار کسب کرد، از جمله ثبت اختراع دکمهٔ لایک.
| ردیف | تاریخ           | شرکت         | کسب‌وکار                       | کشور                | قیمت             | توضیحات | ارجاع  |
| ---- | --------------- | ------------ | ----------------------------- | ------------------- | ---------------- | --- | ------ |
| ۱    | ۴ اوت ۲۰۱۰      | mspoke       | شخصی‌سازی انطباقی محتوا        | ایالات متحده آمریکا | ۰٫۶ میلیون دلار  | پیشنهادهای لینکدین                                                                                            | [ ۵۵ ] |
| ۲    | ۲۳ سپتامبر ۲۰۱۰ | ChoiceVendor | نقد و بررسی B2B اجتماعی       | ایالات متحده آمریکا | ۳٫۹ میلیون دلار  | نقد و بررسی و امتیازدهی سرویس‌های ارائه‌دهندهٔ B2B                                                               | [ ۵۷ ] |
| ۳    | ۲۶ ژانویه ۲۰۱۱  | CardMunch    | ارتباطات اجتماعی              | ایالات متحده آمریکا | ۱٫۷ میلیون دلار  | اسکن و ایمپورت کارت‌های سی‌وی                                                                                   | [ ۵۸ ] |
| ۴    | ۵ اکتبر ۲۰۱۱    | Connected    | اجتماعی CRM                   | ایالات متحده آمریکا | -                | شبکهٔ لینکدین                                                                                                  | [ ۵۹ ] |
| ۵    | ۱۱ اکتبر ۲۰۱۱   | IndexTank    | جستجوی اجتماعی                | ایالات متحده آمریکا | -                | جستجوی لینکدین                                                                                                | [ ۶۰ ] |
| ۶    | ۲۲ فوریه ۲۰۱۲   | Rapportive   | ارتباطات اجتماعی              | ایالات متحده آمریکا | ۱۵ میلیون دلار   | - | [ ۶۲ ] |
| ۷    | ۳ مه ۲۰۱۲       | اسلایدشیر    | ارتباطات اجتماعی              | ایالات متحده آمریکا | ۱۱۹ میلیون دلار  | به اعضای لینکدین امکانی می‌دهد تا افراد را از طریق محتوا کشف کنند                                              | [ ۶۳ ] |
| ۸    | ۱۱ آوریل ۲۰۱۳   | Pulse        | خبرخوان وب/موبایل             | ایالات متحده آمریکا | ۹۰ میلیون دلار   | سکوی قطعی انتشارات حرفه‌ای                                                                                     | [ ۶۴ ] |
| ۹    | ۶ فوریه ۲۰۱۴    | Bright.com   | کاریابی                       | ایالات متحده آمریکا | ۱۲۰ میلیون دلار  | | [ ۶۵ ] |
| ۱۰   | ۱۴ ژوئیه ۲۰۱۴   | Newsle       | وب اپلیکیشن                   | ایالات متحده آمریکا | -                | به کاربران اجازه می‌دهد اخبار واقعی در مورد دوستان فیس‌بوکی، مخاطبین لینکدین و شخصیت‌های عمومی خود را دنبال کنند | [ ۶۶ ] |
| ۱۱   | ۲۲ ژوئیه ۲۰۱۴   | Bizo         | وب اپلیکیشن                   | ایالات متحده آمریکا | ۱۷۵ میلیون دلار  | به تبلیغ‌دهندگان کمک می‌کند تا به مشاغل و حرفه‌ای‌ها دسترسی پیدا کنند                                             | [ ۶۷ ] |
| ۱۲   | ۱۶ مارس ۲۰۱۵    | Careerify    | وب اپلیکیشن                   | کانادا              | -                | به مشاغل کمک می‌کند افرادی را با استفاده از رسانه‌های اجتماعی استخدام کنند                                      | [ ۶۸ ] |
| ۱۳   | ۲ آوریل ۲۰۱۵    | Refresh.io   | وب اپلیکیشن                   | ایالات متحده آمریکا | -                | قبل از ملاقات با افراد، در بینش افراد در شبکه‌ها اطلاعاتی را ایجاد می‌کند                                       | [ ۶۹ ] |
| ۱۴   | ۹ آوریل ۲۰۱۵    | Lynda.com    | یادگیری مجازی                 | ایالات متحده آمریکا | ۱.۵ میلیارد دلار | به کاربران اجازه می‌دهد از طریق ویدئوها تجارت، فناوری، نرم‌افزار و مهارت‌های خلاقیت را بیاموزند                  | [ ۷۰ ] |
| ۱۵   | ۲۸ اوت ۲۰۱۵     | Fliptop      | پیش‌بینی فروش و بازاریابی شرکت | ایالات متحده آمریکا | -                | استفاده از علم داده برای کمک به شرکت‌ها به منظور فروش بیشتر                                                    | [ ۷۱ ] |
| ۱۶   | ۴ فوریه ۲۰۱۶    | Connectifier | وب اپلیکیشن                   | ایالات متحده آمریکا | -                | در جذب نیرو به شرکت‌ها کمک می‌کند                                                                               | [ ۷۲ ] |
| ۱۷   | ۲۶ ژوئیه ۲۰۱۶   | PointDrive   | وب اپلیکیشن                   | ایالات متحده آمریکا | -                | اجازه می دهد تا فروشندگان برای کمک به مهر و موم معامله محتوای بصری را با مشتریان احتمالی به اشتراک بگذارند    | [ ۷۳ ] |
| ۱۸   | ۱۶ سپتامبر ۲۰۱۸ | Glint Inc.   | وب اپلیکیشن                   | ایالات متحده آمریکا | -                | پلتفرم تعامل کارمندان                                                                                         | [ ۷۴ ] |
| ۱۹   | May 28, 2019    | Drawbridge   | راه‌حل‌های بازاریابی            | ایالات متحده آمریکا |                  | | [ ۷۵ ] |

### دادخواست پرکینز
در سال ۲۰۱۳، یک دادخواهی سنخی دعوی قضایی با عنوان Perkins vs. LinkedIn Corp علیه این شرکت تشکیل شد و این شرکت را متهم کرد که بدون مجوز و به‌طور خودکار، نامه‌هایی به دفترچهٔ آدرس ایمیل یک عضو ارسال کرده‌است. دادگاه با لینکدین موافقت کرد که در واقع اجازه ارسال دعوت نامه داده شده‌است، اما نه برای دو ایمیل یادآوری بعدی. لینکدین در سال ۲۰۱۵ این دادخواست را با مبلغ ۱۳ میلیون دلار تسویه کرد. بسیاری از اعضا باید در ایمیل خود با عنوان «اعلامیه حقوقی حل و فصل اقدام طبقاتی» اخطاریه ای دریافت کرده باشند. شمارهٔ پرونده 13-CV-04303-LHK است.

### hiQ Labs v. LinkedIn
در ماه مه سال ۲۰۱۷، لینکدین نامه‌ای برای توقف و انصراف به hiQ Labs، استارت‌آپ دره سیلیکون ارسال کرد که داده‌ها را از پروفایل‌های عمومی جمع‌آوری می‌کند و تجزیه و تحلیل این داده‌ها را به مشتریان خود ارائه می‌دهد. در این نامه ادعا می‌شد که hiQ بلافاصله «اسکرپ» داده‌های سرورهای لینکدین را متوقف کرده و ادعا کرد CFAA (قانون کلاهبرداری و سوءاستفاده از رایانه) و DMCA (قانون حق نسخه برداری هزاره دیجیتال) را نقض می‌کند.
در پاسخ، hiQ از لینکدین در ناحیه شمالی کالیفرنیا در سانفرانسیسکو شکایت کرد و از دادگاه خواست که در حالیکه دادگاه صلاحیت درخواست خود را بررسی می‌کند، مانع از دسترسی این شرکت به پروفایل‌های عمومی شود. دادگاه دستور مقدماتی را علیه لینکدین صادر کرد، که پس از آن مجبور شد به hiQ اجازه دهد تا به جمع‌آوری اطلاعات عمومی ادامه دهد. لینکدین به این حکم اعتراض کرد. در سپتامبر ۲۰۱۹، دادگاه تجدیدنظر استدلال‌های لینکدین را رد کرده و دستور موقت را تأیید کرد. این اختلاف هنوز ادامه دارد.

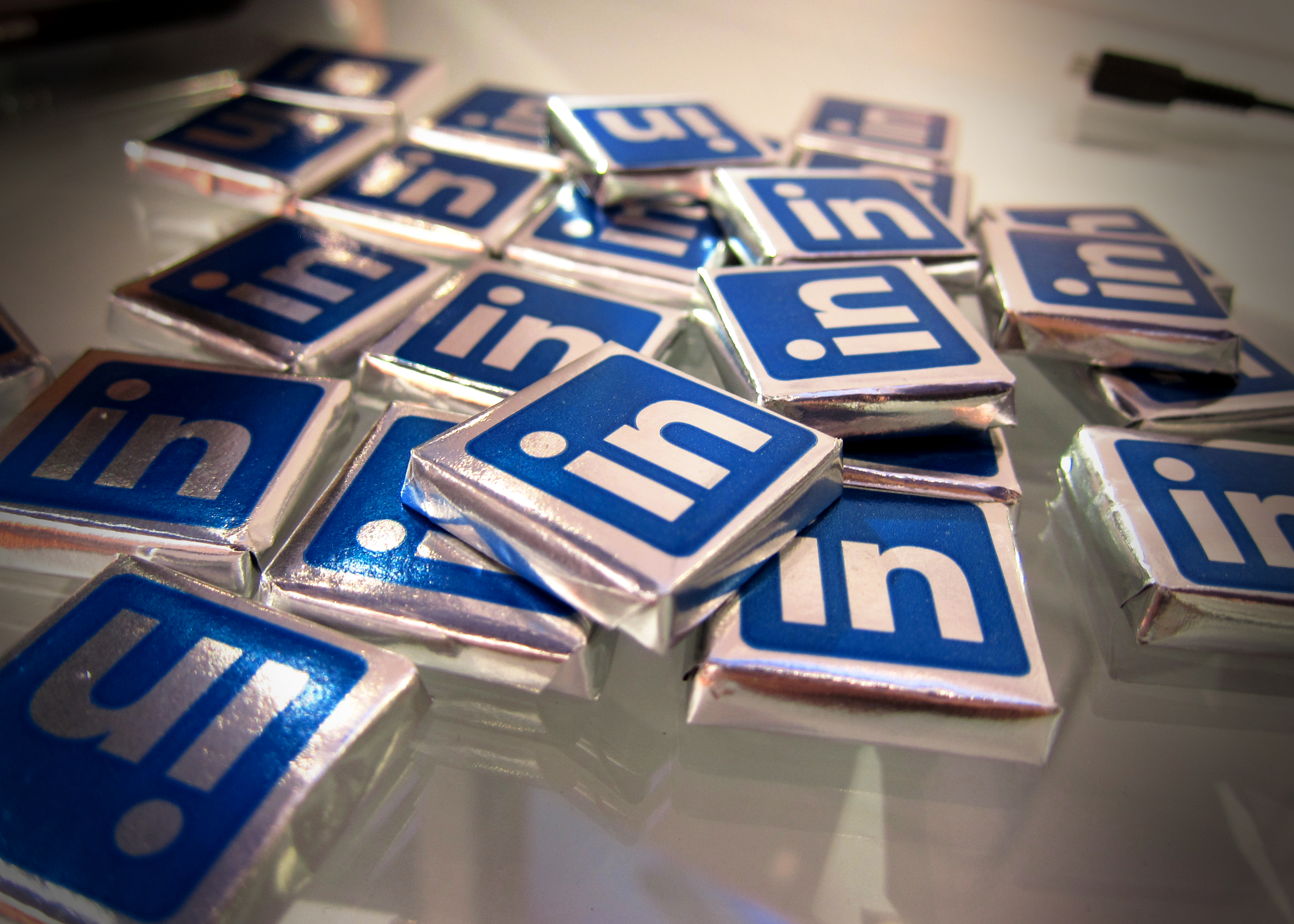
شکلات‌هایی که بسته‌بندی آن‌ها با لوگوی لینکدین است.

تا سال ۲۰۱۵، لینکدین بیش از ۴۰۰ میلیون عضو در بیش از ۲۰۰ کشور و منطقه داشت و نسبت به رقبای خود Viadeo (۵۰ میلیون نفر در سال ۲۰۱۳) و XING (۱۱ میلیون نفر از سال ۲۰۱۶) پیشی گرفته‌است. در سال ۲۰۱۱، تعداد اعضای آن در هر ثانیه تقریباً با دو عضو جدید افزایش یافت. تا سال ۲۰۲۰، بیش از ۶۹۰ میلیون عضو لینکدین وجود داشته‌است.

## استفاده

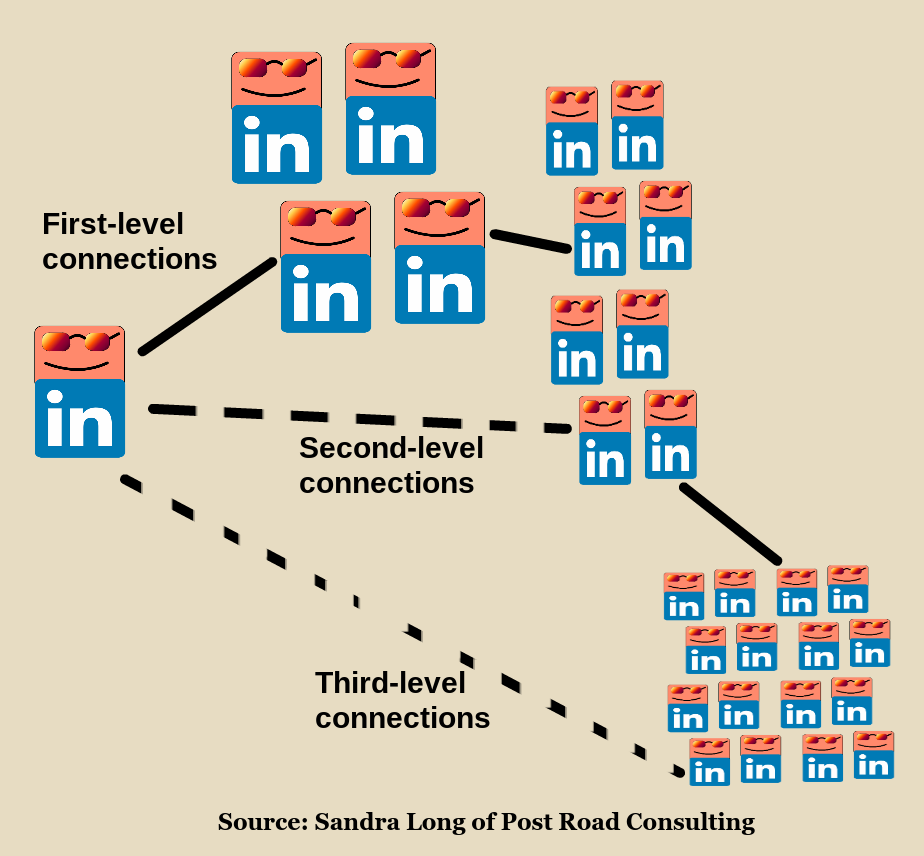
اگر یک کاربر لینکدین دعوت کاربر لینکدین دیگری را بپذیرد، فرض بر این است که این دو کاربر از طریق یک اتصال سطح اول به هم متصل شده اند. کاربر به طور غیرمستقیم به اتصالات آن کاربر - دوستان دوستان - متصل است که لینکدین آن را به عنوان یک اتصال سطح دوم در نظر می گیرد و غیره. منبع: Sandra Long of Post Road Consulting.

### برندسازی شخصی
لینکدین برای برندسازی شخصی بسیار مناسب است، که به گفته ساندرا لانگ، «مدیریت فعال وجهه و ارزش منحصر به فرد خود، برای موفقیت در موقعیت‌های شغلی»، لینکدین از یک پلتفرم صرف برای جستجوی شغل به یک شبکه اجتماعی تبدیل شده‌است که به کاربران امکان می‌دهد یک برندسازی شخصی ایجاد کنند. مربی شغلی پاملا گرین یک نام تجاری شخصی را به عنوان «تجربه عاطفی که می‌خواهید مردم در نتیجه تعامل با شما داشته باشند» توصیف می‌کند و نمایهٔ لینکدین یکی از جنبه‌های آن است. یک گزارش متضاد نشان می‌دهد که برندسازی شخصی، یک چهره عمومی است که در لینکدین، توئیتر و سایر شبکه‌ها همراه با تخصص به نمایش گذاشته می‌شود و ارتباطات جدید را تقویت می‌کند.

لینکدین به متخصصان این امکان را می‌دهد تا برای نام تجاری شخصی خود در سایت و همچنین در شبکه جهانی وب به‌طور کلی در معرض دید قرار بدهند. با استفاده از ابزاری که لینکدین از آن به عنوان معیار اندازه‌گیری مشخصات (Profile Strength Meter) نام می‌برد، کاربران را ترغیب می‌کند اطلاعات کافی را در نمایه خود برای بهینه‌سازی، و قابلیت مشاهده توسط موتورهای جستجو ارائه دهند. اگر عضوی از گروه‌های حرفه‌ای در سایت باشد، می‌تواند حضور در لینکدین را تقویت کند. این سایت کاربران را قادر می‌سازد ویدئوها را به نمایه‌های خود اضافه کنند. برخی از کاربران برای عکس پروفایل خود یک عکاس حرفه‌ای استخدام می‌کنند. ارائه ویدیو را می‌توان به نمایه شخص اضافه کرد. قابلیت‌های لینکدین به سرعت در حال گسترش است به طوری که صنعت مشاوران خارجی برای کمک به کاربران در پیمایش سیستم رشد کرده‌است. یک تأکید خاص کمک به کاربران در پروفایل‌های لینکدین است.
اشتباه شمارهٔ یک که افراد در پروفایل خود مرتکب می‌شوند، نداشتن عکس است.— سارا لانگ، ۲۰۱۷
در اکتبر ۲۰۱۲، لینکدین برنامه LinkedIn Influencers را راه اندازی کرد، که شامل رهبران اندیشه جهانی است که بینش حرفه ای خود را با اعضای لینکدین به اشتراک می‌گذارند. از ماه می ۲۰۱۶، بیش از ۷۵۰ نفر چهره تأثیرگذار وجود داشته‌اند که تقریباً ۷۴٪ آنها مرد هستند. این رهبران طیف وسیعی از صنایع از جمله ریچارد برانسون، نارندرا مودی، آریانا هافینگتن، گرگ مک‌کئون، رام امانوئل، جیمی دایمن، مارتا استوارت، دیپاک چوپرا، جک ولش، و بیل گیتس را شامل می‌شوند.

### جستجوی شغل
لینکدین به‌طور گسترده‌ای توسط متقاضیان کار و کارفرمایان استفاده می‌شود. طبق گفته جک مایر، این سایت به «پلتفرم دیجیتال برتر» برای حرفه‌ای شدن شبکهٔ آنلاین تبدیل شده‌است. طبق گفته آناستازیا سانتورینئوس، در استرالیا، که تقریباً دوازده میلیون متخصص کار دارد، ده میلیون نفر از آنها در لینکدین عضو هستند و این احتمال وجود دارد که «کارفرمای آینده ی هر فرد احتمالاً در آن سایت باشد». بر اساس آمار جهانی، ۱۲۲ میلیون کاربر از طریق لینکدین مصاحبه شغلی دریافت کرده و ۳۵ میلیون نفر توسط یک اتصال آنلاین لینکدین استخدام شده‌اند.
لینکدین به کاربران امکان می‌دهد در مورد شرکت‌ها، سازمان‌های غیرانتفاعی و دولت‌هایی که ممکن است به کار در آنها علاقه‌مند شوند تحقیق کنند. نوشتن نام یک شرکت یا سازمان در کادر جستجو باعث می‌شود که داده‌های بازشو در مورد شرکت یا سازمان ظاهر شود. از جمله این داده‌ها می‌توان به نسبت کارمندان زن به مرد، درصد متداول‌ترین عناوین / سمت‌های منصوب شده در شرکت، محل مقر شرکت و دفاتر شرکت و لیستی از کارمندان فعلی و سابق اشاره کرد. در ژوئیه ۲۰۱۱، لینکدین ویژگی جدیدی را ارائه داد که به شرکتها اجازه می‌دهد دکمهٔ «درخواست با لینکدین» را در صفحات لیست مشاغل قرار دهند. این افزونهٔ جدید به کارمندان بالقوه اجازه می‌دهد تا با استفاده از پروفایل‌های لینکدین خود به عنوان رزومه، برای موقعیت‌های خود اقدام کنند.
لینکدین می‌تواند به مشاغل کوچک کمک کند تا با مشتریان ارتباط برقرار کنند. در اصطلاح سایت، دو کاربر وقتی دعوت نامه دیگری را قبول می‌کنند، «اتصال درجه یک» دارند. افرادی که به هر یک از آنها متصل هستند «اتصالات درجه دو» و افراد متصل به اتصالات درجه دوم «اتصالات درجه سوم» هستند. این شبکه داخلی لینکدین کاربر را تشکیل می‌دهد و باعث می‌شود احتمال دیده شدن مشخصات کاربر در جستجوها بیشتر شود.
LinkedIn's Profinder بازاری است که در آن مشاغل آزاد می‌توانند (با هزینه اشتراک ماهانه) برای پیشنهادها طرحی که از سوی افراد و مشاغل کوچک ارائه می‌شود، پیشنهاد ارسال کنند. در سال ۲۰۱۷، در بیش از ۱۴۰ حوزه خدماتی، مانند عکاسی، دفترداری یا تشکیل پرونده مالیاتی، حدود ۶۰٬۰۰۰ کار مستقل وجود داشت.
پیش فرض ارتباط با کسی در سالهای اخیر به‌طور قابل توجهی تغییر کرده‌است. قبل از راه اندازی رابط جدید ۲۰۱۷، لینکدین ارتباط بین افرادی را که قبلاً با هم کار، تحصیل یا تجارت می‌کردند یا موارد مشابه دیگر، تشویق می‌کرد. از سال ۲۰۱۷، این مرحله از روند درخواست اتصال حذف شده‌است - و کاربران مجاز به ارتباط با حداکثر ۳۰٬۰۰۰ نفر هستند. این تغییر به این معنی است که لینکدین یک سایت شبکه فعالانه تر است، چه برای متقاضیان شغل که سعی می‌کنند یک شغل حرفه ای را تضمین کنند و چه برای فروشندگانی که می‌خواهند مشتری جدیدی ایجاد کنند.

### شرکت‌های برتر
LinkedIn Top Companies مجموعه‌ای از لیست‌ها است که توسط لینکدین منتشر شده‌است و شرکت‌هایی را در ایالات متحده، استرالیا، برزیل، کانادا، چین، فرانسه، آلمان، هند، ژاپن، مکزیک و انگلستان شناسایی می‌کند که بیشترین علاقه را از سوی نامزدهای شغلی به خود جلب می‌کنند. . لیست‌های سال ۲۰۱۹، شرکت مادر گوگل، Alphabet، به عنوان بیشترین جستجوگر ایالات متحده شناخته شده‌است، فیس بوک در رتبهٔ دوم و آمازون در رتبهٔ سوم قرار دارد. لیست‌ها براساس بیش از یک میلیارد اقدام اعضای لینکدین در سراسر جهان است. لیست‌های برتر شرکت‌ها از سال ۲۰۱۶ آغاز شده و سالانه منتشر می‌شوند.

### تحقیقات تبلیغاتی و پرداختی
در اواسط سال ۲۰۰۸ لینکدین، LinkedIn DirectAds را به عنوان نوعی تبلیغات راه‌اندازی کرد. در اکتبر ۲۰۰۸، لینکدین برنامه‌هایی را برای افتتاح شبکه اجتماعی متشکل از ۳۰ میلیون متخصص در سطح جهان به عنوان یک نمونه بالقوه برای تحقیق از کسب و کار به کسب و کار نشان داد. این یک مدل بالقوه درآمد شبکه اجتماعی را آزمایش می‌کند - تحقیقاتی که به نظر برخی امیدوارکننده‌تر از تبلیغات است. در ۲۳ ژوئیه ۲۰۱۳، لینکدین خدمات تبلیغاتی Sponsored Updates خود را اعلام کرد. افراد و شرکت‌ها اکنون می‌توانند هزینه ای بپردازند تا لینکدین محتوایشان را حمایت مالی کرده و آن را به پایگاه کاربران خود منتقل کند. این یک روش معمول برای درآمدزایی سایت‌های رسانه‌های اجتماعی مانند لینکدین است.

### سکوی انتشار
در ۷ می ۲۰۱۵، لینکدین یک ابزار تجزیه و تحلیل به سیستم انتشار خود اضافه کرد. این ابزار به نویسندگان امکان می‌دهد تا ترافیکی را که پست‌هایشان دریافت می‌کنند، بهتر پیگیری کنند.

## برنامه‌های آینده

### نمودار اقتصادی
جف وینر، مدیر عامل لینکدین با الهام از «نمودار اجتماعی» فیس بوک، هدف خود را در سال ۲۰۱۲ ایجاد یک نمودار اقتصادی «در عرض یک دهه» قرار داد. هدف ایجاد نقشه جامع دیجیتالی از اقتصاد جهان و ارتباطات درون آن است. نمودار اقتصادی قرار بود بر روی پلت فرم فعلی شرکت با گره‌های داده شامل شرکت‌ها، مشاغل، مهارت‌ها، فرصت‌های داوطلبانه، موسسات آموزشی و محتوا ساخته شود. آنها امیدوارند که همه لیست‌های شغلی در جهان، تمام مهارت‌های لازم برای به دست آوردن آن مشاغل، تمام متخصصانی که می‌توانند آنها را پر کنند، و تمام شرکت‌ها (غیر انتفاعی و انتفاعی) که در آنها کار می‌کنند، موجود باشد. هدف نهایی، کارآیی اقتصاد جهانی و بازار کار از طریق افزایش شفافیت است. در ژوئن ۲۰۱۴، این شرکت معماری جستجوی "Galene" خود را اعلام کرد تا با استفاده از جستجوی کاربر مانند «مهندسین با تجربه Hadoop در برزیل» به کاربران در دسترسی به داده‌های نمودار اقتصادی با فیلتر دقیق‌تر داده شود.
لینکدین از داده‌های نمودار اقتصادی برای تحقیق در مورد چندین موضوع در بازار کار استفاده کرده‌است، از جمله شهرهای مقصد محبوب فارغ‌التحصیلان اخیر دانشگاه، مناطقی که مهارت‌های فناوری زیاد و انتقال شغلی مشترک دارند. لینکدین داده‌هایی از نمودار اقتصادی که مهارت‌های فنی در تقاضاً را برای پروژه "Tech Talent Pipeline" شهر نشان می‌دهد، در اختیار شهر نیویورک قرار داد.

## مقبولیت
نشریهٔ تجارت آنلاین TechRepublic لینکدین را چنین توصیف کرده‌است که «به عنوان ابزاری واقعی برای شبکه‌های حرفه‌ای» شناخته شده‌است. لینکدین همچنین به دلیل مفید بودن در تقویت روابط تجاری ستایش شده‌است. به گفتهٔ فوربز «لینکدین سودمندترین ابزار شبکه اجتماعی است که امروزه در جستجوی کار حرفه ای و کسب و کار است». لینکدین از ایجاد فرصت‌های تخصصی شبکه‌های حرفه ای، مانند بنیانگذار ادی لو در شیکاگو، Shiftgig (که در سال ۲۰۱۲ به عنوان پلتفرمی برای کارگران ساعتی منتشر شد) الهام گرفته‌است.

### تحقیق دربارهٔ اثرات بازار کار
در سال ۲۰۱۰، Social Science Computer Review تحقیقی توسط اقتصاددانان Ralf Caers و Vanessa Castelyns منتشر کرد که یک پرسشنامه آنلاین به ترتیب برای ۳۹۸ و ۳۵۳ کاربر LinkedIn و Facebook در بلژیک ارسال کردند و دریافتند که هر دو سایت به ابزاری برای جذب متقاضیان کار برای مشاغل حرفه ای تبدیل شده‌اند. اطلاعات اضافی در مورد متقاضیان، توسط استخدام کنندگان برای تصمیم‌گیری در مورد متقاضیان مصاحبه استفاده می‌شود. در ماه می سال ۲۰۱۷، Research Policy تحلیلی در مورد استفاده دارندگان دکترا از لینکدین منتشر کرد و دریافت که دارندگان دکترا که به صنعت می‌روند به احتمال زیاد دارای حساب‌های لینکدین هستند و شبکه‌های بزرگتری از اتصالات لینکدین دارند، اگر همکاری کاربران لینکدین در خارج از کشور داشته باشند، در صورت نقل مکان شبکه‌های گسترده‌تری خواهند داشت.
همچنین در سال ۲۰۱۷، Ofer Sharone، جامعه‌شناس، مصاحبه‌هایی را با کارگران بیکار انجام داد تا در مورد اثرات لینکدین و Facebook به عنوان واسطه‌های بازار کار تحقیق کند و دریافت که خدمات شبکه‌های اجتماعی (SNS) اثر فیلتراسیون داشته‌اند که ارتباط چندانی با ارزیابی شایستگی ندارد و این اثر فیلتراسیون SNS فشارهای جدیدی بر کارگران برای مدیریت شغل خود وارد کرده‌است تا مطابق با منطق اثر فیلتراسیون SNS باشد. در اکتبر ۲۰۱۸، اساتید دانشکده بازرگانی Melissa Rhee , Elina Hwang و Yong Tan به صورت تجربی تجزیه و تحلیل کردند که آیا تاکتیک مشترک شبکه حرفه ای توسط جویندگان کار برای ایجاد ارتباط لینکدین با متخصصانی که در یک شرکت هدف یا در یک زمینه هدف کار می‌کنند، هست یا خیر. در واقع در به دست آوردن معرفی‌ها نقش مهمی داشت و در عوض دریافت که متقاضیان کار به دلیل شباهت شغلی و محافظت از خود در برابر رقابت، کمتر توسط کارکنانی که در شرکت هدف یا در زمینه هدف استخدام شده‌اند، ارجاع می‌شوند. ری، هوانگ و تان در ادامه دریافتند که ارجاع کارمندان در موقعیت‌های بالاتر سلسله مراتبی نسبت به کاندیداهای شغلی احتمال مراجعه بیشتری دارند و جنسیت‌گرایی اثر محافظت از رقابت را کاهش نمی‌دهد.
در ژوئیه ۲۰۱۹، جامعه شناسان استیو مک دونالد، آماندا کی دامارین، جنل لاورن و آنیکا ویلکاکس مصاحبه‌های کیفی با ۶۱ استخدام نیروی انسانی در دو کلان‌شهر در جنوب ایالات متحده انجام دادند و دریافتند که استخدام کننده‌هایی که موقعیت‌هایی با مهارت کم و عمومی دارند، تابلوهای شغلی آنلاین معمولاً تبلیغات را ارسال می‌کنند در حالی که استخدام کنندگان موقعیت‌های با مهارت یا سرپرستی را پر می‌کنند، کاندیداهای منفعل را در لینکدین هدف قرار می‌دهند (به عنوان مثال کارگران شاغل که فعالانه به دنبال کار نیستند اما احتمالاً مایل به تغییر موقعیت هستند)، و نتیجه گرفتند که این منجر به ایجاد یک بازار کار تقسیم شده در همه برنده‌ها می‌شود متقاضیان استخدام تلاشهای خود را برای شکار غیرقانونی کارگران با مهارت بالا انجام می‌دهند در حالی که افراد جویای کار فعال در هیئت‌های کار آنلاین با رقابت فوق‌العاده جذب می‌شوند.
در یک مقاله کاری در سپتامبر ۲۰۱۹، اقتصاددانان لورل ویلر، رابرت گارلیک و محققان بین‌المللی RTI اریک جانسون، پاتریک شاو و ماریسا گارگانو ارزیابی تصادفی از آموزش جویندگان کار در آفریقای جنوبی برای استفاده از لینکدین به عنوان بخشی از برنامه‌های آمادگی شغلی انجام دادند. ارزیابی نشان داد که این آموزش با کاهش اصطکاک اطلاعاتی بین افراد جویای کار و کارفرمایان احتمالی، اشتغال جویندگان کار را تقریباً ۱۰ درصد افزایش می‌دهد، این آموزش تقریباً به مدت ۱۲ ماه این تأثیر را داشته و اگرچه ممکن است این آموزش مراجعه به آنها را نیز تسهیل کرده باشد، هزینه‌های جستجوی شغل را کاهش ندهد و مشاغل گروه‌های درمانی و کنترل در ارزیابی احتمالات یکسان حفظ، ارتقا و به دست آوردن قرارداد دائمی را داشته باشد. در سال ۲۰۲۰، اقتصاد کاربردی تحقیقاتی را توسط اقتصاددانان استفن برنر، سزن آکسین سیوریکایا و یواخیم شوالباخ با استفاده از لینکدین منتشر کرد که نشان می‌دهد افراد با وضعیت بالا به جای کارگرانی که از وضعیت شغلی خود راضی نیستند، انتخاب خود را برای خدمات مزایای شبکه انجام می‌دهند.

## انتقادها و جنجال‌ها
لینکدین انتقاداتی را دریافت کرده‌است، در درجه اول در مورد استخراج آدرس ایمیل و به روزرسانی خودکار. تغییر توضیحات زیر نام یک عضو به عنوان یک تغییر در عنوان شغلی تلقی می‌شود، حتی اگر این فقط یک تغییر در عبارت یا حتی تغییر در «بیکار» باشد. درصورتیکه عضوی تصمیم به «خاموش کردن به روزرسانی‌های فعالیت» داشته باشد، برای تمام مخاطبین آن شخص یک به روزرسانی ارسال می‌شود و به او می‌گوید که «کار جدید» را به آن عضو تبریک بگوید.
این ویژگی که به اعضای لینکدین اجازه می‌دهد مهارت‌ها و تجارب یکدیگر را «تأیید کنند» مورد انتقاد قرار گرفته‌است، زیرا لزوماً تأییدیه‌ها دقیق نیستند یا توسط افرادی که با مهارت‌های عضو آشنایی دارند ارائه نمی‌شود. در اکتبر ۲۰۱۶، لینکدین اذعان کرد که «واقعاً مهم است که چه کسی شما را تأیید کرده‌است» و شروع به برجسته سازی حمایت از «همکاران و سایر ارتباطات متقابل» برای رسیدگی به انتقادها کرد.

### استفاده از حساب‌های ایمیل اعضا برای ارسال هرزنامه
لینکدین بدون جلب رضایت‌نامه، از حساب‌های ایمیل اعضای خود «ایمیل دعوت» می‌فرستد. «دعوت‌ها» این تصور را به وجود می‌آورد که دارندهٔ ایمیل، خود دعوت نامه را ارسال کرده‌است. در صورت عدم پاسخ، پاسخ چندین بار تکرار خواهد شد: «شما هنوز به دعوت XY پاسخ نداده‌اید». از لینکدین به اتهام ربودن حساب‌های ایمیل و ارسال هرزنامه در ایالات متحده شکایت شد. این شرکت به حق آزادی بیان استناد کرد. علاوه بر این، کاربران مربوطه در ساخت شبکه پشتیبانی می‌شوند.
فرایند ثبت نام شامل مرحله ای برای ورود رمز عبور ایمیل کاربران است (یک ویژگی انصراف وجود دارد). سپس لینکدین پیشنهاد ارسال دعوت نامه‌های تماس را برای همه اعضا در آن دفترچه آدرس یا اینکه کاربر با آنها مکالمه ایمیل داشته‌است، ارسال می‌کند. هنگامی که دفترچه آدرس ایمیل عضو، با تمام آدرس‌های ایمیل انتخاب شده باز می‌شود و به عضو توصیه می‌شود دعوت نامه‌ها به آدرس‌های ایمیل «انتخاب شده» یا به همه ارسال کند. از لینکدین به دلیل ارسال دو دعوت نامه پیگیری دیگر به هر مخاطب از اعضا برای پیوند دادن به دوستانی که دعوت اولیه مجاز را نادیده گرفته بودند، شکایت شد.
در نوامبر ۲۰۱۴، لینکدین رد دادخواست را از دست داد، در حکمی مبنی بر اینکه دعوت نامه‌ها تبلیغاتی هستند که به‌طور گسترده توسط حقوق آزادی بیان محافظت نمی‌شوند و در غیر این صورت استفاده از نام و تصاویر افراد را بدون اجازه مجاز می‌دانند. این دادخواست سرانجام در سال ۲۰۱۵ به نفع اعضای لینکدین حل و فصل شد.

### امنیت و فناوری
در ژوئن ۲۰۱۲، تابع درهمک‌ساز رمزنگارانه تقریباً ۶٫۴ میلیون رمز عبور کاربر لینکدین توسط یوگنی نیکولین و دیگر هکرهایی که سپس هش‌های مسروقه را به صورت آنلاین منتشر کردند، به سرقت رفت. این اقدام به هک ۲۰۱۲ لینکدین معروف است. در واکنش به این حادثه، لینکدین از کاربران خود خواست که رمزهای عبور خود را تغییر دهند. کارشناسان امنیتی از لینکدین بخاطر قرار دادن پرونده رمز عبور خود و استفاده از یک تکرار SHA-1 انتقاد کردند. در تاریخ ۳۱ مه ۲۰۱۳، لینکدین احراز هویت دو عاملی را اضافه کرد، یک پیشرفت امنیتی مهم برای جلوگیری از دسترسی هکرها به حساب‌ها. در ماه می ۲۰۱۶، ۱۱۷ میلیون نام کاربری و رمزعبور لینکدین با مبلغی معادل ۲۲۰۰ دلار برای فروش آنلاین ارائه شد. اعتقاد بر این است که این جزئیات حساب از هک اصلی LinkedIn 2012 تهیه شده‌است، که در آن تعداد شناسه‌های کاربر به سرقت رفته دست کم گرفته شده‌است. لینکدین برای رسیدگی به حجم گسترده‌ای از ایمیل‌های ارسال شده هر روزه به کاربران خود با اعلان‌هایی برای پیام‌ها، نمایش مشخصات، رویدادهای مهم در شبکه آنها و موارد دیگر، ازپلتفرم ایمیل Momentum استفاده می‌کند.
در سال ۲۰۱۴، واحد مقابله با تهدید Dell SecureWorks (CTU) کشف کرد که Threat Group-2889، یک گروه مستقر در ایران، ۲۵ حساب جعلی لینکدین ایجاد کرده‌است. این حساب‌ها یا به صورت کاملاً شخصی طراحی شده بودند یا از شخص پشتیبانی می‌کردند. آنها از وب سایت‌های متفرقه و مخرب علیه قربانیان خود استفاده می‌کردند.
بر اساس گزارش لو فیگارو، اداره کل امنیت داخلی فرانسه و اداره کل امنیت خارجی معتقدند که جاسوسان چینی از لینکدین برای هدف قرار دادن هزاران مقام تجاری و دولتی به عنوان منابع بالقوه اطلاعات استفاده کرده‌اند.
در سال ۲۰۱۷، دفتر فدرال آلمان برای حمایت از قانون اساسی (BfV) اطلاعاتی را منتشر کرد که ادعا می‌کرد سرویس‌های اطلاعاتی چین پروفایل‌های جعلی شبکه‌های اجتماعی را در سایت‌هایی مانند لینکدین ایجاد کرده‌اند و از آنها برای جمع‌آوری اطلاعات در مورد سیاستمداران و مقامات دولتی آلمان استفاده می‌کنند.

### انتقال ایمیل به سرورهای لینکدین
در پایان سال ۲۰۱۳، اعلام شد که برنامه لینکدین ایمیل کاربران را رهگیری کرده و آنها را برای دسترسی کامل به سرورهایش بی صدا منتقل می‌کند.

### سیاست حفظ حریم خصوصی
Stiftung Warentest آلمان انتقاد کرده‌است که توازن حقوق بین کاربران و لینکدین متناسب نیست، و در عین اعطای حقوق گسترده به شرکت، حقوق کاربران را بیش از حد محدود می‌کند. همچنین ادعا شده‌است که لینکدین به درخواست‌های مرکز حمایت از مصرف‌کننده پاسخ نمی‌دهد.
در نوامبر ۲۰۱۶، روسیه اعلام کرد قصد دارد این شبکه را در کشور خود مسدود کند، زیرا «داده‌های کاربران روسی را به طور غیرقانونی در سرورهای خارج از کشور ذخیره می‌کند». قانون مربوطه از سال ۲۰۱۴ در آنجا اجرا می‌شد.

### نقض احتمالی ۲۰۱۸، یا تأثیرات گسترده حوادث قبلی
در ژوئیه ۲۰۱۸، Credit Wise گزارش ایمیل و رمز عبور «وب تاریک» را از لینکدین گزارش داد. اندکی پس از آن، کاربران با دریافت ایمیل‌های اخاذی، از این اطلاعات به عنوان «شواهدی» مبنی بر هک شدن تماس‌های کاربران و تهدید به افشای فیلم‌های پورنوگرافیک با حضور کاربران استفاده کردند. لینکدین ادعا می‌کند که این مربوط به نقض سال ۲۰۱۲ است. با این حال، هیچ مدرکی وجود ندارد که چنین باشد.

## محدودیت‌های بین‌المللی
در سال ۲۰۰۹، کاربران سوری گزارش دادند که سرور لینکدین ارتباطات ناشی از آدرس‌های IP اختصاص داده شده به سوریه را متوقف کرده‌است. پشتیبانی مشتری این شرکت اظهار داشت که خدمات ارائه شده توسط آنها منوط به قوانین و مقررات کنترل صادرات و صادرات مجدد ایالات متحده است و «به همین ترتیب و به عنوان یک خط مشی شرکت، ما اجازه دسترسی به حساب‌های عضو یا دسترسی به سایت خود از کوبا، ایران، کره شمالی، سودان یا سوریه را نداریم».
در فوریه ۲۰۱۱، گزارش شد که لینکدین پس از فراخوان «انقلاب یاس» در چین مسدود شده‌است. لینکدین راهی آسان برای دسترسی مخالفان به توییتر است که قبلاً مسدود شده بود. پس از یک روز مسدود شدن، دسترسی به لینکدین در چین برقرار شد.
در فوریه ۲۰۱۴، لینکدین نسخهٔ زبان چینی خود را با نام领英 (پین‌یین: Lǐngyīng; به معنای «نخبگان برجسته») راه‌اندازی کرد و رسماً خدمات خود را در چین گسترش داد. مدیر عامل لینکدین، جف وینر در یک پست وبلاگ اذعان کرد که آنها مجبور هستند برخی از مطالبی را که کاربران در وب سایت آن ارسال می‌کنند سانسور کنند تا با قوانین چین مطابقت داشته باشند، اما وی همچنین گفت که مزایای ارائه خدمات آنلاین آن به مردم چین بیشتر از نگرانی‌ها است. از آنجا که اعلان شغل از کشورهای غربی برای چین در پاییز ۲۰۱۷ دیگر امکان‌پذیر نیست.
در ۴ اوت ۲۰۱۶، دادگاه مسکو حکم داد که لینکدین در روسیه به دلیل نقض قانون جدید نگهداری اطلاعات، که نیاز به ذخیره اطلاعات کاربر شهروندان روسیه در سرورهای داخل کشور است، در روسیه مسدود شود. این ممنوعیت در تاریخ ۱۰ نوامبر ۲۰۱۶ تأیید شد و کلیه ISPهای روسی پس از آن شروع به مسدود کردن لینکدین کردند. برنامه تلفن همراه لینکدین همچنین در ژانویه ۲۰۱۷ از فروشگاه Google Play و فروشگاه برنامه iOS در روسیه ممنوع شد.

## SNA LinkedIn
تیم جستجو، شبکه و تجزیه و تحلیل (SNA) در لینکدین دارای یک وب سایت است که پروژه‌های منبع باز ساخته شده توسط گروه را میزبانی می‌کند. Project Voldemort، یک سیستم ذخیره‌سازی متشکل از مقدار کلیدی و دارای تأخیر کم از نظر هدف مشابه با Dynamo Amazon.com و Bigtable Google، از جمله این پروژه‌ها قابل توجه است.

## برنامه نظارت و NSA
در طی افشای نظارت جهانی ۲۰۱۳، اسناد منتشر شده توسط ادوارد اسنودن نشان داد که ستاد ارتباطات دولت انگلیس (GCHQ) (یک سازمان اطلاعاتی و امنیتی) با جذب کارمندان به یک صفحهٔ دروغین لینکدین، به شبکهٔ مخابرات بلژیک نفوذ کرده‌است.